# بیر ۱۶۱۱
سیارک ۱۶۱۱ (به انگلیسی: 1611 Beyer، نامگذاری:1950DJ) هزار و ششصد و یازدهمین سیارک کشف شده‌است که در ۱۷ فوریه ۱۹۵۰ و در هایدلبرگ کشف شد.
قدر مطلق سیارک برابر ۱۱٫۳۰ است.